# Пузырьковая камера

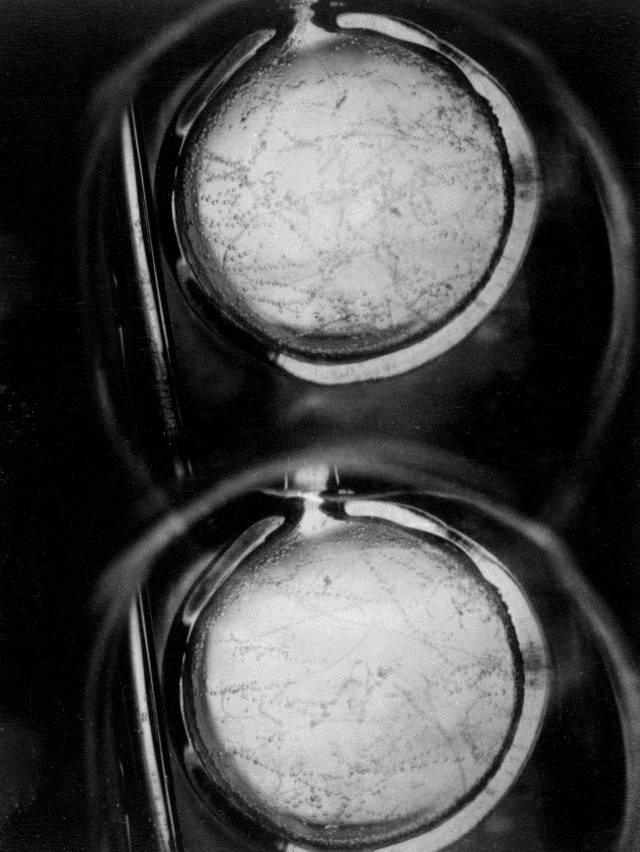
Первые треки, наблюдавшиеся в пузырьковой камере

Пузырько́вая ка́мера — это устройство или прибор  для регистрации следов (или треков) быстрых заряженных ионизирующих частиц, действие которого основано на вскипании перегретой жидкости вдоль траектории частицы.

## История
Пузырьковая камера была изобретена Дональдом Глазером (США) в 1952 году. За своё изобретение Глазер получил Нобелевскую премию по физике в 1960 году. Луис Альварес усовершенствовал пузырьковую камеру Глазера, использовав в качестве перегретой жидкости водород. Кроме того, для анализа сотен тысяч фотографий, получаемых при исследованиях с помощью пузырьковой камеры, Альварес впервые применил компьютерную программу, позволявшую анализировать данные с очень большой скоростью.
Пузырьковая камера позволила зафиксировать поведение многих ионизирующих частиц, не поддававшихся ранее наблюдению, и получить о них в тысячи раз большую информацию. До этого около 40 лет использовалась камера Вильсона, где треки проявляются благодаря конденсации капель жидкости в переохлаждённом паре.

## Принцип работы
Камера заполнена жидкостью, которая находится в состоянии, близком к вскипанию. При резком уменьшении давления жидкость становится перегретой. Если в данном состоянии в камеру попадёт ионизирующая частица, то её траектория будет отмечена цепочкой пузырьков пара и может быть сфотографирована.

### Рабочая жидкость
В качестве рабочей жидкости наиболее часто применяют жидкие водород и дейтерий (криогенные пузырьковые камеры), а также пропан, различные фреоны, ксенон, смесь ксенона с пропаном (тяжеложидкостные пузырьковые камеры).

### Создание перегретой жидкости
Перегрев жидкости достигается за счёт быстрого понижения давления до значения, при котором температура кипения жидкости оказывается ниже её текущей температуры.
Понижение давления осуществляется за время ~ 5 — 15 мс перемещением поршня (в жидководородных камерах) либо сбросом внешнего давления из объёма, ограниченного гибкой мембраной (в тяжеложидкостных камерах).

### Процесс измерения
Частицы впускаются в камеру в момент её максимальной чувствительности. Спустя некоторое время, необходимое для достижения пузырьками достаточно больших размеров, камера освещается и следы фотографируются (стереофотосъёмка с помощью 2—4 объективов). После фотографирования давление поднимается до прежней величины, пузырьки исчезают, и камера снова оказывается готовой к действию. Весь цикл работы составляет величину менее 1 с, время чувствительности ~ 10—40 мс.
Пузырьковые камеры (кроме ксеноновых) размещаются в сильных магнитных полях. Это позволяет определить импульсы заряженных частиц по измерению радиусов кривизны их траекторий.

## Применение
Пузырьковые камеры, как правило, используются для регистрации актов взаимодействия частиц высокой энергии с ядрами рабочей жидкости или актов распада частиц. В первом случае рабочая жидкость исполняет роли и регистрирующей среды.

## Характеристики, достоинства и недостатки

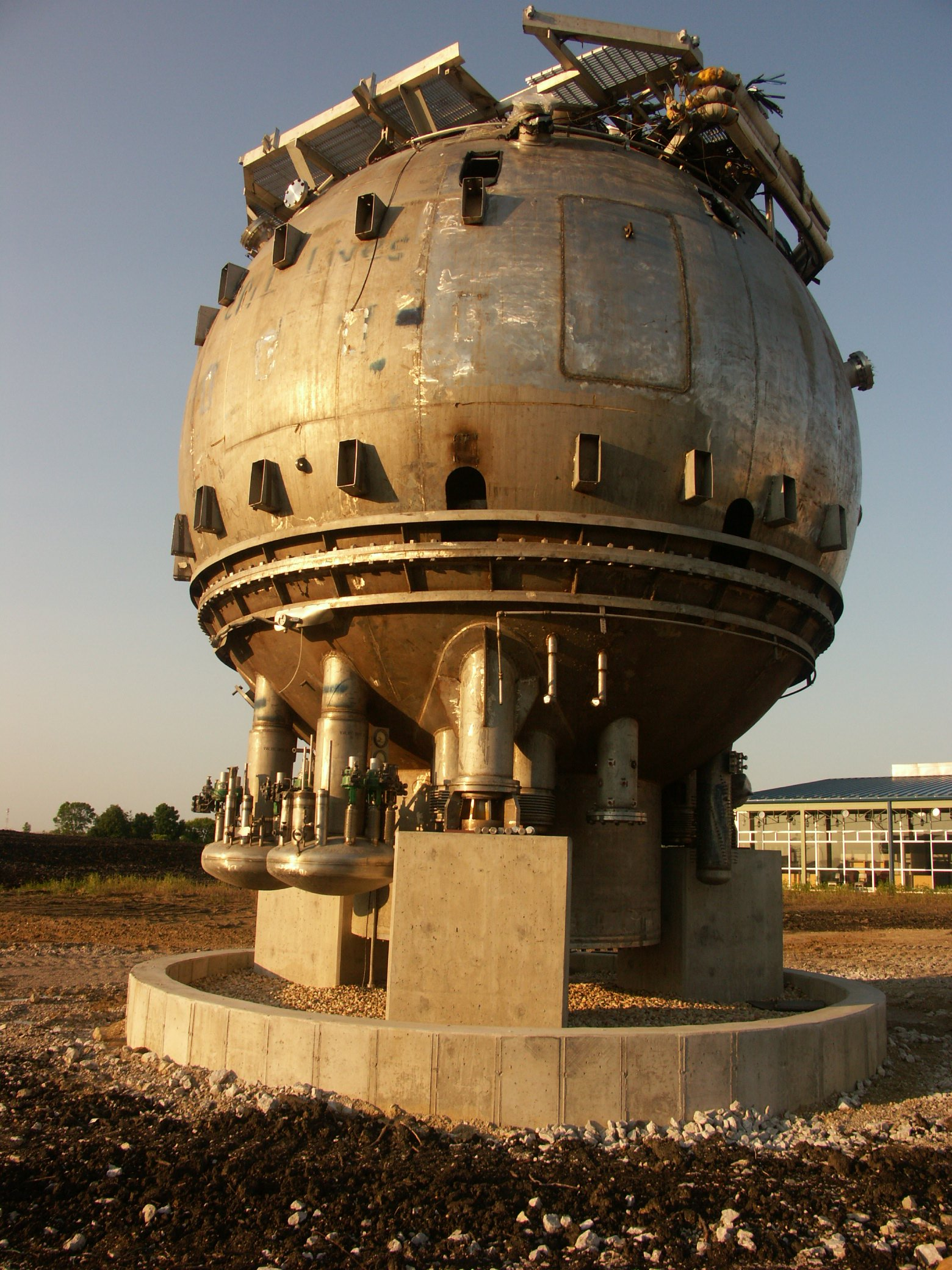
Старая пузырьковая камера Лаборатории им. Энрико Ферми

Эффективность регистрации пузырьковой камерой различных процессов взаимодействия или распада определяется в основном её размерами. Наиболее типичный объём — сотни литров, но существуют камеры гораздо большего размера, например, водородная камера «Мирабель» на ускорителе Института физики высоких энергий РАН имеет объём 10 м³; водородная камера на ускорителе Национальной ускорительной лаборатории США — объём 25 м³.
Основное преимущество пузырьковой камеры — изотропная пространственная чувствительность к регистрации частиц и высокая точность измерения их импульсов.
Недостаток пузырьковой камеры — слабая управляемость, необходимая для отбора нужных актов взаимодействия частиц или их распада, и меньшая длина пробега частиц по сравнению с камерой Вильсона.